# Philonicus ghilarovi
Philonicus ghilarovi là một loài ruồi trong họ Asilidae. Philonicus ghilarovi được Lehr miêu tả năm 1988. Loài này phân bố ở vùng Cổ Bắc giới.